# Gonomyia mundewudda
Gonomyia mundewudda là một loài ruồi trong họ Limoniidae. Chúng phân bố ở miền Australasia.